# Helina plumipostitibia
Helina plumipostitibia är en tvåvingeart som beskrevs av Feng och Xue 2002. Helina plumipostitibia ingår i släktet Helina och familjen husflugor. Inga underarter finns listade i Catalogue of Life.